# Europäischer Filmpreis/Bester Film

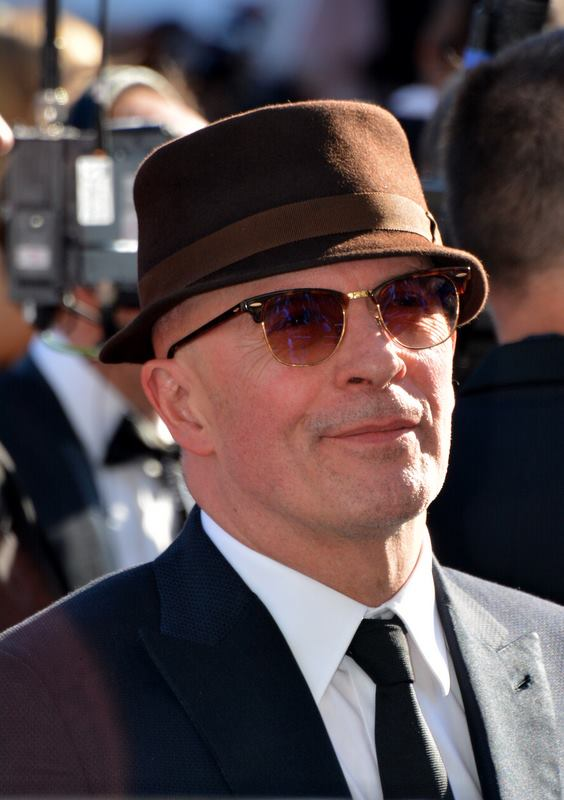
Jacques Audiard, Regisseur des 2024 preisgekrönten Films Emilia Pérez

Der Europäische Filmpreis in der Kategorie Bester Film (englisch European Film) wird seit der ersten Verleihung im Jahr 1988 vergeben. Die Mitglieder der Europäischen Filmakademie (EFA) stimmen über den Gewinner ab.

## Hintergrund
Am häufigsten mit dem Hauptpreis ausgezeichnet wurden die Spielfilmproduktionen italienischer Regisseure (sieben Siege), gefolgt von ihren Kollegen aus Dänemark, Deutschland und Polen (je 4 Erfolge) sowie aus Frankreich, Österreich und dem Vereinigten Königreich (je 3 Siege). Mit je drei Siegen am erfolgreichsten waren der Italiener Gianni Amelio (1990, 1992, 1994), der Österreicher Michael Haneke (2005, 2009, 2012) und der Däne Lars von Trier (1996, 2000, 2011). In den Jahren 2016 (Toni Erdmann der Deutschen Maren Ade), 2021 (Quo Vadis, Aida? von Jasmila Žbanić) und 2023 (Anatomie eines Falls von Justine Triet) wurden Werke von Regisseurinnen ausgezeichnet.
Siegreiche deutschsprachige Spielfilme neben Toni Erdmann waren Good Bye, Lenin! (2003), Gegen die Wand (2004), das später Oscar-prämierte Drama Das Leben der Anderen (2006) und Das weiße Band – Eine deutsche Kindergeschichte (2009).
| Statistik (Ohne Publikumspreis)   | Film                        | Anzahl | Jahr |
| --------------------------------- | --------------------------- | ------ | ---- |
| Häufigste Auszeichnungen*         | Der Ghostwriter             | 6      | 2010 |
| Häufigste Nominierungen           | Der Schutzengel             | 8      | 1990 |
| Häufigste Nominierungen           | Caché                       | 8      | 2005 |
| Häufigste Nominierungen           | Melancholia                 | 8      | 2011 |
| Häufigste Nominierungen ohne Sieg | Der Mann ohne Vergangenheit | 6      | 2002 |
| Häufigste Nominierungen ohne Sieg | Brothers – Zwischen Brüdern | 6      | 2005 |

Den Rekord der an meist gewonnenen Auszeichnungen, ohne jedoch in der Sparte Bester europäischer Film zu triumphieren, hält Volver – Zurückkehren von Pedro Almodóvar der im Jahr 2006 viermal siegreich war.
Im Sommer 2024 änderte der Vorstand der Europäischen Filmakademie die Regelung, dass nur Spielfilme in der prestigeträchtigen Kategorie Berücksichtigung finden. So wurden die bisher 5 nominierten Spielfilme um die jeweils 5 berücksichtigten Beiträge in den Kategorien Bester Dokumentarfilm und Bester Animationsfilm ergänzt. Daraufhin stieg die Anzahl der nominierten Beiträge auf 15 Filme an. Ziel dieser Regeländerung war es, die Leistungen und Beiträge von Dokumentarfilmen und Animationsfilmen gleichermaßen anzuerkennen, die zur großen Vielfalt der europäischen Kinokultur beitragen.

## Preisträger

### 1980er-Jahre
1988
Ein kurzer Film über das Töten (Krótki film o zabijaniu) – Regie: Krzysztof Kieślowski
- nominiert:
  - Auf Wiedersehen, Kinder (Au revoir les enfants) – Regie: Louis Malle
  - El bosque animado – Regie: José Luis Cuerda
  - Entfernte Stimmen – Stilleben (Distant Voices, Still Lives) – Regie: Terence Davies
  - Der Himmel über Berlin – Regie: Wim Wenders
  - Jacob (Iacob) – Regie: Mircea Daneliuc
  - Pelle, der Eroberer (Pelle erobreren) – Regie: Bille August

1989
Landschaft im Nebel (Topio stin omichli) – Regie: Theo Angelopoulos
- nominiert:
  - Eldorado – Regie: Géza Bereményi
  - Erinnerungen an das gelbe Haus (Recordações da Casa Amarela) – Regie: João César Monteiro
  - Hohe Erwartungen (High Hopes) – Regie: Mike Leigh
  - Kleine Vera (Malenkaja Vera) – Regie: Wassili Pitschul
  - Magnus (Magnús) – Regie: Þráinn Bertelsson

### 1990er-Jahre
1990
Offene Türen (Porte aperte) – Regie: Gianni Amelio
- nominiert:
  - Ay Carmela! – Lied der Freiheit (¡Ay, Carmela!) – Regie: Carlos Saura
  - Cyrano von Bergerac (Cyrano de Bergerac) – Regie: Jean-Paul Rappeneau
  - Das Mädchen aus der Streichholzfabrik (Tulitikkutehtaan tyttö) – Regie: Aki Kaurismäki
  - Mat – Regie: Gleb Panfilow
  - Der Schutzengel (Skyddsängeln) – Regie: Suzanne Osten
  - Verhör einer Frau (Przesluchanie) – Regie: Ryszard Bugajski

1991
Riff-Raff – Regie: Ken Loach
- nominiert:
  - Homo Faber – Regie: Volker Schlöndorff
  - Der kleine Gangster (Le petit criminel) – Regie: Jacques Doillon

1992
Gestohlene Kinder (Il ladro di bambini) – Regie: Gianni Amelio
- nominiert:
  - Das Leben der Bohème (La vie de bohème) – Regie: Aki Kaurismäki
  - Die Liebenden von Pont-Neuf (Les amants du Pont-Neuf) – Regie: Léos Carax

1993
Urga (Урга — территория любви) – Regie: Nikita Michalkow
- nominiert:
  - Benny’s Video – Regie: Michael Haneke
  - Ein Herz im Winter (Un cœur en hiver) – Regie: Claude Sautet

1994
Lamerica – Regie: Gianni Amelio
- nominiert:
  - Drei-Farben-Trilogie (Trois Couleurs: Bleu; Blanc; Rouge) – Regie: Krzysztof Kieslowski
  - Im Namen des Vaters (In the Name of the Father) – Regie: Jim Sheridan

1995
Land and Freedom – Regie: Ken Loach
- nominiert:
  - Der Blick des Odysseus (To Vlemma tou Odyssea) – Regie: Theo Angelopoulos
  - Rendezvous in Paris (Les Rendez-vous de Paris) – Regie: Éric Rohmer

1996
Breaking the Waves – Regie: Lars von Trier
- nominiert:
  - Kolya (Kolja) – Regie: Jan Svěrák
  - Lügen und Geheimnisse (Secrets & Lies) – Regie: Mike Leigh

1997
Ganz oder gar nicht (The Full Monty) – Regie: Peter Cattaneo
- nominiert:
  - Der Dieb (Vor) – Regie: Pawel Tschuchrai
  - Der englische Patient (The English Patient) – Regie: Anthony Minghella
  - Das fünfte Element (The Fifth Element) – Regie: Luc Besson
  - Hauptmann Conan und die Wölfe des Krieges (Capitaine Conan) – Regie: Bertrand Tavernier
  - Der perfekte Kreis (Savrseni Krug) – Regie: Ademir Kenovic

1998
Das Leben ist schön (La Vita è bella) – Regie: Roberto Benigni
- nominiert:
  - Butcher Boy – Der Schlächterbursche (The Butcher Boy) – Regie: Neil Jordan
  - Das Fest (Festen) – Regie: Thomas Vinterberg
  - Liebe das Leben (La Vie rêvée des anges) – Regie: Erick Zonca
  - Live Flesh – Mit Haut und Haar (Carne trémula) – Regie: Pedro Almodóvar
  - Lola rennt – Regie: Tom Tykwer
  - Mein Name ist Joe (My Name Is Joe) – Regie: Ken Loach

1999
Alles über meine Mutter (Todo sobre mi madre) – Regie: Pedro Almodóvar
- nominiert:
  - Mifune – Dogma III (Mifune Sidste Sang) – Regie: Søren Kragh-Jacobsen
  - Moloch (Molokh) – Regie: Alexander Sokurow
  - Notting Hill – Regie: Roger Michell
  - Raus aus Åmål (Fucking Åmål) – Regie: Lukas Moodysson
  - Rosetta – Regie: Jean-Pierre und Luc Dardenne
  - Ein Hauch von Sonnenschein (Sunshine) – Regie: István Szabó
  - The War Zone – Regie: Tim Roth

### 2000er-Jahre
2000
Dancer in the Dark – Regie: Lars von Trier
- nominiert:
  - Billy Elliot – I Will Dance (Billy Elliot) – Regie: Stephen Daldry
  - Brot und Tulpen (Pane e tulipani) – Regie: Silvio Soldini
  - Chicken Run – Hennen rennen (Chicken Run) – Regie: Peter Lord und Nick Park
  - Harry meint es gut mit dir (Harry, un ami qui vous veut du bien) – Regie: Dominik Moll
  - Lust auf Anderes (Le Goût des autres) – Regie: Agnès Jaoui
  - Die Treulosen (Trolösa) – Regie: Liv Ullmann

2001
Die fabelhafte Welt der Amélie (Le Fabuleux Destin d'Amelie Poulain) – Regie: Jean-Pierre Jeunet
- nominiert:
  - Bridget Jones – Schokolade zum Frühstück (Bridget Jones's Diary) – Regie: Sharon Maguire
  - Das Experiment – Regie: Oliver Hirschbiegel
  - Intimacy – Regie: Patrice Chéreau
  - Italienisch für Anfänger (Italiensk For Begyndere) – Regie: Lone Scherfig
  - Die Klavierspielerin (La pianiste) – Regie: Michael Haneke
  - The Others – Regie: Alejandro Amenábar
  - Das Zimmer meines Sohnes (La Stanza del Figlio) – Regie: Nanni Moretti

2002
Sprich mit ihr (Hable con ella) – Regie: Pedro Almodóvar
- nominiert:
  - 8 Frauen (8 Femmes) – Regie: François Ozon
  - Bloody Sunday – Regie: Paul Greengrass
  - Kick It Like Beckham (Bend It Like Beckham) – Regie: Gurinder Chadha
  - Lilja 4-ever – Regie: Lukas Moodysson
  - Der Mann ohne Vergangenheit (Mies Vailla Menneisyyttä) – Regie: Aki Kaurismäki
  - Der Pianist (The Pianist) – Regie: Roman Polański
  - Die unbarmherzigen Schwestern (The Magdalene Sisters) – Regie: Peter Mullan

2003
Good Bye, Lenin! – Regie: Wolfgang Becker
- nominiert:
  - Dogville – Regie: Lars von Trier
  - In This World – Aufbruch ins Ungewisse (In This World) – Regie: Michael Winterbottom
  - Kleine schmutzige Tricks (Dirty Pretty Things) – Regie: Stephen Frears
  - Mein Leben ohne mich (Mi vida sin mí) – Regie: Isabel Coixet
  - Swimming Pool – Regie: François Ozon

2004
Gegen die Wand – Regie: Fatih Akin
- nominiert:

- A Hole in My Heart (Ett Hål I Mitt Hjärta) – Regie: Lukas Moodysson
- Die Kinder des Monsieur Mathieu (Les Choristes) – Regie: Christophe Barratier
- La mala educación – Schlechte Erziehung (La mala educación) – Regie: Pedro Almodóvar
- Das Meer in mir (Mar adentro) – Regie: Alejandro Amenábar
- Vera Drake – Regie: Mike Leigh

2005
Caché – Regie: Michael Haneke
- nominiert:
  - Brothers – Zwischen Brüdern (Brødre) – Regie: Susanne Bier
  - Don’t Come Knocking – Regie: Wim Wenders
  - Das Kind (L’enfant) – Regie: Jean-Pierre und Luc Dardenne
  - My Summer of Love – Regie: Paweł Pawlikowski
  - Sophie Scholl – Die letzten Tage – Regie: Marc Rothemund

2006
Das Leben der Anderen – Regie: Florian Henckel von Donnersmarck
- nominiert:
  - Breakfast on Pluto – Regie: Neil Jordan
  - Esmas Geheimnis – Grbavica (Grbavica) – Regie: Jasmila Žbanić
  - The Road to Guantanamo – Regie: Michael Winterbottom und Mat Whitecross
  - Volver – Zurückkehren (Volver) – Regie: Pedro Almodóvar
  - The Wind That Shakes the Barley – Regie: Ken Loach

2007
4 Monate, 3 Wochen und 2 Tage (4 luni, 3 săptămâni și 2 zile) – Regie: Cristian Mungiu
- nominiert:
  - Auf der anderen Seite – Regie: Fatih Akin
  - Der letzte König von Schottland – In den Fängen der Macht (The Last King of Scotland) – Regie: Kevin Macdonald
  - La vie en rose (La Môme) – Regie: Olivier Dahan
  - Persepolis – Regie: Vincent Paronnaud und Marjane Satrapi
  - Die Queen (The Queen) – Regie: Stephen Frears

2008
Gomorrha – Reise in das Reich der Camorra (Gomorra) – Regie: Matteo Garrone
- nominiert:

- Il Divo – Regie: Paolo Sorrentino
- Die Klasse (Entre les murs) – Regie: Laurent Cantet
- Happy-Go-Lucky – Regie: Mike Leigh
- Das Waisenhaus (El orfanato) – Regie: Juan Antonio Bayona
- Waltz with Bashir (ואלס עם באשיר) – Regie: Ari Folman

2009
Das weiße Band – Eine deutsche Kindergeschichte – Regie: Michael Haneke
- nominiert:
  - Fish Tank – Regie: Andrea Arnold
  - Ein Prophet (Un prophète) – Regie: Jacques Audiard
  - Slumdog Millionär (Slumdog Millionaire) – Regie: Danny Boyle
  - So finster die Nacht (Låt den rätte komma in) – Regie: Tomas Alfredson
  - Der Vorleser (The Reader) – Regie: Stephen Daldry

### 2010er-Jahre
2010
Der Ghostwriter (The Ghost Writer) – Regie: Roman Polański
- nominiert:
  - Bal – Honig (Bal) – Regie: Semih Kaplanoğlu
  - In ihren Augen (El secreto de sus ojos) – Regie: Juan José Campanella
  - Lebanon (לבנון) – Regie: Samuel Maoz
  - Soul Kitchen – Regie: Fatih Akin
  - Von Menschen und Göttern (Des hommes et des dieux) – Regie: Xavier Beauvois

2011
Melancholia – Regie: Lars von Trier
- nominiert:
  - The Artist – Regie: Michel Hazanavicius
  - Le Havre – Regie: Aki Kaurismäki
  - In einer besseren Welt (Hævnen) – Regie: Susanne Bier
  - Der Junge mit dem Fahrrad (Le gamin au vélo) – Regie: Jean-Pierre und Luc Dardenne
  - The King’s Speech – Regie: Tom Hooper

2012
Liebe (Amour) – Regie: Michael Haneke
- nominiert:
  - Barbara – Regie: Christian Petzold
  - Cäsar muss sterben (Cesare deve morire) – Regie: Paolo und Vittorio Taviani
  - Die Jagd (Jagten) – Regie: Thomas Vinterberg
  - Shame – Regie: Steve McQueen
  - Ziemlich beste Freunde (Intouchables) – Regie: Olivier Nakache und Éric Toledano

2013
La Grande Bellezza – Die große Schönheit (La grande bellezza) – Regie: Paolo Sorrentino
- nominiert:
  - The Best Offer – Das höchste Gebot (La migliore offerta) – Regie: Giuseppe Tornatore
  - Blancanieves – Ein Märchen von Schwarz und Weiß (Blancanieves) – Regie: Pablo Berger
  - Blau ist eine warme Farbe (La vie d’Adèle – Chapitre 1 & 2) – Regie: Abdellatif Kechiche
  - The Broken Circle (The Broken Circle Breakdown) – Regie: Felix Van Groeningen
  - Oh Boy – Regie: Jan-Ole Gerster

2014
Ida – Regie: Paweł Pawlikowski
- nominiert:
  - Höhere Gewalt (Turist) – Regie: Ruben Östlund
  - Leviathan (Левиафан) – Regie: Andrei Swjaginzew
  - Nymphomaniac – Director's Cut – Volume I & II – Regie: Lars von Trier
  - Winterschlaf (Kış uykusu) – Regie: Nuri Bilge Ceylan

2015
Ewige Jugend (Youth) – Regie: Paolo Sorrentino
- nominiert:
  - The Lobster – Regie: Yorgos Lanthimos
  - Mustang – Regie: Deniz Gamze Ergüven
  - Eine Taube sitzt auf einem Zweig und denkt über das Leben nach (En duva satt på en gren och funderade på tillvaron) – Regie: Roy Andersson
  - Sture Böcke (Hrútar) – Regie: Grímur Hákonarson
  - Victoria – Regie: Sebastian Schipper

2016
Toni Erdmann – Regie: Maren Ade
- nominiert:
  - Elle – Regie: Paul Verhoeven
  - Ich, Daniel Blake (I, Daniel Blake) – Regie: Ken Loach
  - Julieta – Regie: Pedro Almodóvar
  - Raum (Room) – Regie: Lenny Abrahamson

2017
The Square – Regie: Ruben Östlund
- nominiert:
  - 120 BPM (120 battements par minute) – Regie: Robin Campillo
  - Die andere Seite der Hoffnung (Toivon tuolla puolen) – Regie: Aki Kaurismäki
  - Körper und Seele (Testről és lélekről) – Regie: Ildikó Enyedi
  - Loveless (Нелюбовь) – Regie: Andrei Swjaginzew

2018
Cold War – Der Breitengrad der Liebe (Zimna Wojna) – Regie: Paweł Pawlikowski
- nominiert:
  - Border (Gräns) – Regie: Ali Abbasi
  - Dogman – Regie: Matteo Garrone
  - Girl – Regie: Lukas Dhont
  - Glücklich wie Lazzaro (Lazzaro felice) – Regie: Alice Rohrwacher

2019
The Favourite – Intrigen und Irrsinn (The Favourite) – Regie: Yorgos Lanthimos
- nominiert:
  - Intrige (J’accuse) – Regie: Roman Polański
  - Leid und Herrlichkeit (Dolor y gloria) – Regie: Pedro Almodóvar
  - Systemsprenger – Regie: Nora Fingscheidt
  - Der Verräter (Il traditore) – Regie: Marco Bellocchio
  - Die Wütenden – Les Misérables (Les misérables) – Regie: Ladj Ly

### 2020er-Jahre
2020
Der Rausch (Druk) – Regie: Thomas Vinterberg
- nominiert:
  - Berlin Alexanderplatz – Regie: Burhan Qurbani
  - Corpus Christi – Regie: Jan Komasa
  - Martin Eden – Regie: Pietro Marcello
  - The Painted Bird (Nabarvené ptáče) – Regie: Václav Marhoul
  - Undine – Regie: Christian Petzold

2021
Quo Vadis, Aida? – Regie: Jasmila Žbanić
- nominiert:
  - Abteil Nr. 6 (Hytti nro 6) – Regie: Juho Kuosmanen
  - The Father – Regie: Florian Zeller
  - The Hand of God (È stata la mano di Dio) – Regie: Paolo Sorrentino
  - Titane – Regie: Julia Ducournau

2022
Triangle of Sadness – Regie: Ruben Östlund
- nominiert:
  - Alcarràs – Die letzte Ernte (Alcarràs) – Regie: Carla Simón
  - Close – Regie: Lukas Dhont
  - Corsage – Regie: Marie Kreutzer
  - Holy Spider – Regie: Ali Abbasi

2023
Anatomie eines Falls (Anatomie d’une chute) – Regie: Justine Triet
- nominiert:
  - Fallende Blätter (Kuolleet lehdet) – Regie: Aki Kaurismäki
  - Green Border (Zielona granica) – Regie: Agnieszka Holland
  - Io capitano – Regie: Matteo Garrone
  - The Zone of Interest – Regie: Jonathan Glazer

2024
Emilia Pérez – Spielfilm, Regie: Jacques Audiard; Produktion: Pascal Caucheteux, Jacques Audiard, Valérie Schermann, Anthony Vaccarello
- nominiert:
  - Bye Bye Tiberias – Dokumentarfilm, Regie: Lina Soualem; Produktion: Jean-Marie Nizan, Guillaume Malandrin, Ossama Bawardi
  - Dahomey – Dokumentarfilm, Regie: Mati Diop; Produktion: Eve Robin, Judith Lou-Lévy, Mati Diop
  - Flow – Animationsfilm, Regie: Gints Zilbalodis; Produktion: Matīss Kaža, Gints Zilbalodis, Ron Dyens, Gregory Zalcman
  - Living Large – Animationsfilm, Regie: Kristina Dufková; Produktion: Matej Chlupacek, Agata Novinski, Marc Faye
  - No Other Land – Dokumentarfilm, Regie: Kristina Dufková; Produktion: Matej Chlupacek, Agata Novinski, Marc Faye
  - The Room Next Door – Spielfilm, Regie: Pedro Almodóvar; Produktion: Agustín Almodóvar, Esther García
  - Die Saat des heiligen Feigenbaums (Dane-ye anjir-e ma'abed) – Spielfilm, Regie: Mohammad Rasulof; Produktion: Mohammad Rasoulof, Amin Sadraei, Jean-Christophe Simon, Mani Tilgner, Rozita Hendijanian
  - Sauvages – Animationsfilm, Regie: Claude Barras; Produktion: Nicolas Burlet, Laurence Petit, Barbara Letellier, Carole Scotta, Vincent Tavier, Hugo Deghilage, Annemie Degryse, Olivier Glassey
  - Soundtrack to a Coup d’Etat – Dokumentarfilm, Regie: Johan Grimonprez; Produktion: Daan Milius, Rémi Grellety
  - The Substance – Spielfilm, Regie: Coralie Fargeat; Produktion: Coralie Fargeat, Tim Bevan, Eric Fellner
  - Sultanas Traum (Sultana's Dream) – Animationsfilm, Regie: Isabel Herguera; Produktion: Chelo Loureiro, Diego Herguera, Fabian Driehorst, Mariano Baratech & Iván Miñambres
  - They Shot the Piano Player – Animationsfilm, Regie: Fernando Trueba, Javier Mariscal; Produktion: Cristina Huete, Serge Lalou, Sophie Cabon, Bruno Felix, Janneke van de Kerkhoff, Femke Wolting, Humberto Santana
  - Vermiglio – Spielfilm, Regie: Maura Delpero; Produktion: Francesca Andreoli, Leonardo Guerra Seràgnoli, Santiago Fondevila Sancet, Maura Delpero
  - W zawieszeniu (In Limbo) – Dokumentarfilm, Regie: Alina Maksimenko; Produktion: Filip Marczewski